# Dericorys yemenita
Dericorys yemenita is een rechtvleugelig insect uit de familie Dericorythidae. De wetenschappelijke naam van deze soort is voor het eerst geldig gepubliceerd in 1999 door Ingrisch.